# Lijst van rijksmonumenten in Westzaan
De plaats Westzaan telt 54 inschrijvingen in het rijksmonumentenregister. Hieronder een overzicht.
| Object | Oorspronkelijke functie?  | Bouwjaar                          | Architect   | Locatie                 | Coördinaten?                  | Nr.?   | Afbeelding                    |
| --- | ------------------------- | --------------------------------- | ----------- | ----------------------- | ----------------------------- | ------ | ----------------------------- |
| Herenhuis | Woonhuis                  | 1729                              |             | Provincialeweg 16       | 52° 27' 58" NB, 4° 46' 54" OL | 365687 | Herenhuis                     |
| Houten woonhuis | Woonhuis                  | 18e eeuw                          |             | Zuideinde 239           | 52° 26' 27" NB, 4° 46' 40" OL | 39946  | Meer afbeeldingen             |
| Houten huis | Woonhuis                  | 18e eeuw                          |             | J J Allanstraat 9       | 52° 26' 35" NB, 4° 46' 39" OL | 39971  | Meer afbeeldingen             |
| Stelphoeve met voorend (woongedeelte) | Boerderij                 | 19e eeuw                          |             | J J Allanstraat 101     | 52° 26' 50" NB, 4° 46' 35" OL | 39972  | Meer afbeeldingen             |
| Huis met twee zijvleugels | Woonhuis                  | 1685                              |             | J J Allanstraat 119     | 52° 26' 54" NB, 4° 46' 35" OL | 39973  | Meer afbeeldingen             |
| Huis, stal, stelpschuur | Boerderij                 | 18e eeuw (?)                      |             | J J Allanstraat 175     | 52° 27' 1" NB, 4° 46' 33" OL  | 39974  | Meer afbeeldingen             |
| Stelphoeve | Boerderij                 | 18e eeuw                          |             | J J Allanstraat 189     | 52° 27' 4" NB, 4° 46' 32" OL  | 39975  | Meer afbeeldingen             |
| Boerderij | Boerderij                 | eind 18e eeuw                     |             | J J Allanstraat 289     | 52° 27' 17" NB, 4° 46' 30" OL | 39976  | Meer afbeeldingen             |
| Houten huis | Woonhuis                  | 17e of 18e eeuw                   |             | J J Allanstraat 323     | 52° 27' 24" NB, 4° 46' 28" OL | 39977  | Meer afbeeldingen             |
| Houten huis | Woonhuis                  | 18e eeuw                          |             | J J Allanstraat 375     | 52° 27' 31" NB, 4° 46' 25" OL | 39978  | Meer afbeeldingen             |
| Houten huis | Woonhuis                  | ca. 1800                          |             | J J Allanstraat 427     | 52° 27' 38" NB, 4° 46' 23" OL | 39979  | Meer afbeeldingen             |
| Houten huis | Woonhuis                  | 18e eeuw                          |             | J J Allanstraat 441     | 52° 27' 39" NB, 4° 46' 22" OL | 39980  | Meer afbeeldingen             |
| Tweebeukig houten huis | Woonhuis                  | eind 18e eeuw                     |             | J J Allanstraat 455     | 52° 27' 41" NB, 4° 46' 22" OL | 39981  | Meer afbeeldingen             |
| Kerkgebouw Gereformeerde Gemeente (Voormalige Noordervermaning) | Kerk en kerkonderdeel     | midden 19e eeuw                   |             | J J Allanstraat 463     | 52° 27' 41" NB, 4° 46' 21" OL | 39982  | Meer afbeeldingen             |
| Houten huis met puntgevel | Woonhuis                  | 19e eeuw                          |             | J J Allanstraat 465     | 52° 27' 42" NB, 4° 46' 21" OL | 39983  | Meer afbeeldingen             |
| Houten huis | Woonhuis                  | 18e eeuw                          |             | J J Allanstraat 469     | 52° 27' 42" NB, 4° 46' 21" OL | 39984  | Meer afbeeldingen             |
| Houten huis, onder topgevel met uitgeschulpte windveren en een getorste makelaar | Woonhuis                  |                                   |             | J J Allanstraat 471     | 52° 27' 42" NB, 4° 46' 21" OL | 39985  | Meer afbeeldingen             |
| Houten huis met houten schuur | Woonhuis                  | 18e of begin 19e eeuw             |             | J J Allanstraat 130     | 52° 26' 57" NB, 4° 46' 36" OL | 39986  | Meer afbeeldingen             |
| Houten huis | Woonhuis                  | begin 19e eeuw                    |             | J J Allanstraat 278     | 52° 27' 25" NB, 4° 46' 28" OL | 39988  | Meer afbeeldingen             |
| Houten huis | Woonhuis                  | wellicht 18e eeuw                 |             | J J Allanstraat 280     | 52° 27' 26" NB, 4° 46' 28" OL | 39989  | Meer afbeeldingen             |
| Houten huis met rijk versierd voorschot in Lodewijk XVI-stijl | Woonhuis                  |                                   |             | J J Allanstraat 328     | 52° 27' 34" NB, 4° 46' 25" OL | 39990  | Meer afbeeldingen             |
| Houten huis | Woonhuis                  | begin 19e eeuw                    |             | J J Allanstraat 344     | 52° 27' 36" NB, 4° 46' 24" OL | 39992  | Houten huis                   |
| Pand onder zadeldak tussen puntgevels met windveren | Woonhuis                  | 17e of 18e eeuw                   |             | J J Allanstraat 356     | 52° 27' 38" NB, 4° 46' 24" OL | 39993  | Meer afbeeldingen             |
| Houten schuur | Boerderij                 | 19e eeuw                          |             | J J Allanstraat 372     | 52° 27' 40" NB, 4° 46' 24" OL | 39994  | Meer afbeeldingen             |
| Tweebeukig houten huis onder zadeldak | Woonhuis                  | 17e of begin 18e eeuw             |             | J J Allanstraat 378     | 52° 27' 41" NB, 4° 46' 23" OL | 39995  | Meer afbeeldingen             |
| Houten huis met windveren in de puntgevel gebogen hoekraam, deurpartij met pilasters, hoofdgestel en bovenlicht en dakkapel met fronton                                                                                       | Woonhuis                  | 18e eeuw                          |             | J J Allanstraat 382     | 52° 27' 42" NB, 4° 46' 23" OL | 39996  | Meer afbeeldingen             |
| Houten huis met ingezwenkte topgevel | Woonhuis                  | begin 18e eeuw                    |             | J J Allanstraat 384     | 52° 27' 43" NB, 4° 46' 26" OL | 39997  | Meer afbeeldingen             |
| Houten huis met zadeldak. Gesneden deur in Lodewijk XVI-stijl | Woonhuis                  | eind 18e eeuw                     |             | J J Allanstraat 386     | 52° 27' 43" NB, 4° 46' 23" OL | 39998  | Meer afbeeldingen             |
| Houten huis onder zadeldak | Woonhuis                  | eind 18e eeuw                     |             | Kerkbuurt 1             | 52° 27' 43" NB, 4° 46' 21" OL | 39999  | Meer afbeeldingen             |
| Houten huis onder zadeldak | Werk-woonhuis             | tweede helft 19e eeuw (uitwendig) |             | Kerkbuurt 3             | 52° 27' 43" NB, 4° 46' 20" OL | 40000  | Meer afbeeldingen             |
| Houten huis met twee vleugels aan weerskanten van een terugliggende tussenvleugel met de van een snijraam voorziene ingang | Woonhuis                  |                                   |             | Kerkbuurt 11            | 52° 27' 46" NB, 4° 46' 19" OL | 40001  | Meer afbeeldingen             |
| Groot houten huis op L-vormige plattegrond | Woonhuis                  | eerste helft 19e eeuw             |             | Kerkbuurt 15            | 52° 27' 46" NB, 4° 46' 19" OL | 40002  | Meer afbeeldingen             |
| Voormalige onderwijzerswoning | Woonhuis                  | 1872                              |             | Kerkbuurt 19            | 52° 27' 47" NB, 4° 46' 19" OL | 40003  | Meer afbeeldingen             |
| Houten huis voorzien van voorschot met geschulpte lijst en topmakelaar met Lod.XVI-ornament | Woonhuis                  | ca. 1800                          |             | Kerkbuurt 25            | 52° 27' 49" NB, 4° 46' 19" OL | 40004  | Meer afbeeldingen             |
| Voormalig rechthuis ('t Reghthuys') en voormalig Raadhuis. Monumentaal bouwwerk met afgeronde hoeken aan de voorzijde een fronton met beeldhouwwerk, gedragen door twee zuilenparen en een koepeltoren in Lodewijk XVI-stijl. | Gerechtsgebouw            | 1781-1783                         | J.S. Creutz | Kerkbuurt 35            | 52° 27' 50" NB, 4° 46' 19" OL | 40005  | Meer afbeeldingen             |
| Grote Kerk | Kerk en kerkonderdeel     | 1740-1741                         |             | Kerkbuurt 37            | 52° 27' 50" NB, 4° 46' 17" OL | 40006  | Meer afbeeldingen             |
| Zaans huis (houten) met stenen voorgevel, bekroond door houten voorschot | Woonhuis                  | 17e eeuw (oorsprong)              |             | Kerkbuurt 41            | 52° 27' 52" NB, 4° 46' 17" OL | 40007  | Meer afbeeldingen             |
| Tuinbeeld, voorstellend Ceres | Gedenkteken               |                                   |             | Kerkbuurt bij 2         | 52° 27' 43" NB, 4° 46' 22" OL | 40008  | Tuinbeeld, voorstellend Ceres |
| Houten huis met een ingang tussen Ionische pilasters en aan de straat tevens twee dakkapellen met ronde vensters onder gebogen kroonlijsten; zijmeanders en rozetten                                                          | Woonhuis                  | eerste helft 19e eeuw             |             | Kerkbuurt 6             | 52° 27' 45" NB, 4° 46' 21" OL | 40009  | Meer afbeeldingen             |
| Houten huis onder zadeldak voorzien van grote dakkapel met gesneden lijst | Woonhuis                  | eerste helft 19e eeuw             |             | Kerkbuurt 26            | 52° 27' 49" NB, 4° 46' 20" OL | 40010  | Meer afbeeldingen             |
| Voormalige pastorie | Kerkelijke dienstwoning   | 18e eeuw                          |             | Kerkbuurt 30            | 52° 27' 50" NB, 4° 46' 21" OL | 40011  | Meer afbeeldingen             |
| Houten stelphoeve | Boerderij                 | 19e eeuw                          |             | Kerkbuurt 32            | 52° 27' 51" NB, 4° 46' 25" OL | 40012  | Meer afbeeldingen             |
| De Schoolmeester | Industrie- en poldermolen | 1692                              |             | Guispad 3               | 52° 28' 4" NB, 4° 47' 11" OL  | 40013  | Meer afbeeldingen             |
| Houten 2-beukig woonhuis | Woonhuis                  | begin 18e eeuw                    |             | Weiver 1                | 52° 27' 57" NB, 4° 46' 15" OL | 40014  | Houten 2-beukig woonhuis      |
| Houten huis | Woonhuis                  | begin 19e eeuw                    |             | Zuideinde 81            | 52° 26' 2" NB, 4° 46' 49" OL  | 40015  | Meer afbeeldingen             |
| Houten huis met schilddak | Woonhuis                  | eerste helft 19e eeuw             |             | Zuideinde 87            | 52° 26' 5" NB, 4° 46' 47" OL  | 40016  | Meer afbeeldingen             |
| Rechthoekig gepleisterd pand | Woonhuis                  | eerste helft 19e eeuw             |             | Zuideinde 127           | 52° 26' 11" NB, 4° 46' 46" OL | 40017  | Meer afbeeldingen             |
| Driebeukig houten huis met windveer in de puntgevel | Woonhuis                  | 18e eeuw                          |             | Zuideinde 139           | 52° 26' 13" NB, 4° 46' 45" OL | 40018  | Meer afbeeldingen             |
| Houten pand onder wolfdak naast de doopsgezinde vermaning | Woonhuis                  | 18e eeuw                          |             | Zuideinde 231           | 52° 26' 26" NB, 4° 46' 39" OL | 40019  | Meer afbeeldingen             |
| Zuider Vermaning | Kerk en kerkonderdeel     | 1731                              |             | Zuideinde 233           | 52° 26' 26" NB, 4° 46' 38" OL | 40020  | Meer afbeeldingen             |
| Houten huis met schilddak | Woonhuis                  | eerste helft 19e eeuw             |             | Zuideinde 152           | 52° 26' 12" NB, 4° 46' 47" OL | 40022  | Meer afbeeldingen             |
| Witgepleisterd pand met schilddak, bekroond door hoekschoorstenen. Deur met pilasters en hoofdgestel | Woonhuis                  |                                   |             | Zuideinde 154           | 52° 26' 13" NB, 4° 46' 47" OL | 40023  | Meer afbeeldingen             |
| Houten huis met aan de straat een ingezwenkte voorschot met fronton, gesneden lijsten en zijmeanders met rozetten | Woonhuis                  | eerste kwart 19e eeuw             |             | Zuideinde 200           | 52° 26' 20" NB, 4° 46' 45" OL | 40024  | Meer afbeeldingen             |
| Het Prinsenhof | Industrie- en poldermolen | 1722                              |             | Pelmolen het Prinsenhof | 52° 27' 45" NB, 4° 46' 47" OL | 40025  | Meer afbeeldingen             |